# 陳景煬
陳景煬（1988年6月3日—），原名陳俊愷，因命理師告知其父母此名將來不是混黑道就是出家，而後改爲陳景煬，出生於臺灣，雙子座O型。臺灣男演員、模特兒和主持人。因為在LINE TV 偶像劇《同樂會》中出演男主角Benny一角，從而打開知名度。於2017年5月19日與《伊林娛樂》終止合約。
從小因為患有週期性嗜睡症而被誤認為壞學生，但經規律的生活作息而減少發病機率，後又因嗜睡症而免除兵役。幼儿园開始學小提琴及鋼琴，國中開始喜歡畫畫，大學主修聲樂。就讀/畢業於台灣藝術大學 戲劇研究所。曾擔任過音樂家助理、金馬獎遞獎先生。
因主演《同樂會》Benny，與利晴天所飾演的Alex互動默契佳，完美詮釋交往多年的「AB」老夫老妻而大受好評。進而成為螢幕最佳BL情侶， 備受同志們喜愛。

## 影視作品

### 迷你劇集
| 年份 | 頻道    | 劇名                   | 飾演   |
| 2014 | 酷瞧    | 《大人的殿堂》         | 張玄   |
| 2015 | 酷瞧    | 《愛呀 午休時刻-相遇》 | 麥志偉 |
| 2015 | LINE TV | 《同樂會》             | Benny  |

### 短篇電影
| 年份 | 劇名           | 飾演           |
| 2014 | 《青春一加一》 | 阿邦 (紀邦明)  |
| 2015 | 《裸味》       | 陸倪漢         |
| 2015 | 《愛情請登機》 | 訂婚男士       |
| 2015 | 《戀戀貝殼砂》 | 張大偉（成年） |

### 長篇電影
| 年份 | 頻道     | 劇名               | 飾演 |
| 2018 | 爱奇艺   | 《唐门龙棺凤胆》   | -    |
| 2019 | 腾讯视频 | 《倩狐之妖乱青华》 | -    |
| 2019 | 腾讯视频 | 《倩狐之京卫怪谈》 | -    |
| 2019 | 腾讯视频 | 《大明诡事录》     | -    |

### 長篇劇集
| 年份 | 頻道     | 劇名         | 角色 | 性質 |
| ---- | -------- | ------------ | ---- | ---- |
| 2017 | 騰訊視頻 | 萌妻食神     | 陳陽 | 配角 |
| 2020 | 湖南卫视 | 蝸牛與黃鸝鳥 | 秦奋 | 配角 |

## 節目

### 主持
| 年份 | 頻道 | 節目         | 登場集數 | 登場集數            |
| 年份 | 頻道 | 節目         | 第一季   | 第二季              |
| 2015 | 酷瞧 | 《姐姐好餓》 | 第4-8集  | 第2-4集 第6集 第8集 |

### 節目通告
| 年份 | 日期     | 頻台         | 節目         | 標題                                                               | 來賓 |
| 2014 | 8月27日  | 中天綜合台   | 真的！了不起 | 搶分前哨戰 & 大説謊家 & 獎金挑戰賽                                 | 殷琦、李懿、杜詩梅、林奕勛、劉書宏 |
| 2015 | 5月7日   | 中天綜合台   | 康熙來了     | 男女調情的十大必殺技                                               | 小鐘、博焱、陳德烈、王尹平、成語蕎、提拉、Amanda、陳艾熙、夏語心、蔡小潔、kiwebaby                                                                                                   |
| 2015 | 6月1日   | 中天綜合台   | 康熙來了     | 他們是網路世界璀璨的一顆星                                         | 陳思璇、杜詩梅、林育群、陳志強、姚蜜、簡赫言、黃益中、張采婕、游勝綸、睿兒、人2、黃阿瑪、黑素斯                                                                                      |
| 2015 | 6月10日  | 三立都會台   | 綜藝大熱門   | 你有這顆痣？從痣斷出命好還是人美！                                 | 詹惟中、哈孝遠、綠茶、山豬、大久保麻梨子、小茉莉、郭源元、陳夢晨、Kiwebaby、妍希、陳艾琳、楊繡惠                                                                                     |
| 2015 | 7月15日  | 三立都會台   | 綜藝大熱門   | 鮮!!誰是女人最想撲倒的天菜？！                                     | 許維恩、吳亞馨、李懿、小甜甜、吳子浩、林家磑、陳奕廷、洪浩竣、夢多、楊騰、陳尚澤 |
| 2015 | 7月21日  | 東森超視     | 私房話老實說 | 小鮮肉與大叔今晚要選哪一道? part 1、part 2、part 3、part 4、part 5 | 陳為民、張兆志、柯家豪、金實基 |
| 2015 | 8月15日  | 華視綜藝頻道 | 天才衝衝衝   | 會演是英雄 & Ear傳耳ABC & 聯想TEMPO                                | 唐從聖、惟毅、謝忻、何妤玟、邵庭、郭彥均、解婕翎、趙孟姿、張立東 |
| 2015 | 10月31日 | 華視綜藝頻道 | 天才衝衝衝   | 會演是英雄 & 聯想Tempo & Ear傳耳ABC                                | 曾智希、舒子晨、茵茵、許孟哲、王中平、夏語心、黃鐙煇、何妤文、馬囯畢 |
| 2015 | 12月17日 | 中天綜合台   | SS小燕之夜   | 好室友VS壞室友                                                     | 布魯斯、劉奕兒、謝沛恩、黃姵嘉、利晴天、郭鑫 |
| 2015 | 12月24日 | 三立都會台   | 綜藝大熱門   | 當偶像不簡單！拋下包袱大挑戰！                                     | 同樂會：布魯斯、劉奕兒、黃姵嘉、謝沛恩、利晴天 Popu Lady：宇珊、寶兒、庭萱、洪詩 |
| 2015 | 12月25日 | 八大電視台   | 娛樂百分百   | 同樂會明星好麻吉                                                   | 布魯斯、劉奕兒、黃姵嘉、利晴天 |
| 2015 | 12月28日 | 三立都會台   | 型男大主廚   | 金戒指獎落誰家？最終爭奪戰！                                       | 布魯斯、劉奕兒、利晴天、謝沛恩、黃姵嘉 |
| 2016 | 1月2日   | 華視綜藝頻道 | 天才衝衝衝   | 你是WORD演 & 聯想TEMPO & 跳跳TEMPO                                 | 謝沛恩、布魯斯、阿松、林筳諭、黃喬歆、小鍾、吳亦帆、林彥君、楊子儀、周宜霈、潘若迪                                                                                                   |
| 2016 | 1月9日   | 華視綜藝頻道 | 名模出任務   | 第六集                                                             | 杜詩梅、鄭奇光、王尹平、陳思璇、福山亨利、李沛旭、蔡淑臻、大愷、李懿 |
| 2016 | 1月22日  | 中天綜合台   | 大學生了沒   | 人氣美食大富翁                                                     | 利晴天、黃姵嘉 |
| 2016 | 1月25日  | 中天綜合台   | 小明星大跟班 | 誰能夠與他的女兒約會？！Sandy篇                                    | KID、沈玉琳、小鐘、許維恩、魏如昀 候選人：許建國、黃旭、無尊、閔永康、六百五、法比歐、山豬、博焱、楊時修、陳德烈、廖彥龍、利晴天、卡古、潘胤傑、沈志明、花太郎、地球、郭鐵人、吳允瀚 |
| 2016 | 2月6日   | 華視綜藝頻道 | 名模出任務   | 第九集                                                             | 李沛旭、杜詩梅、大愷、陳思璇、李懿、朱主愛、曾智希、夏如芝、林利霏、廖彥龍 |

### 視頻節目
| 年份 | 地區 | 頻台 | 節目       | 標題                                                    | 來賓   |
| 2016 | 大陸 | 優酷 | 美麗急救室 | 大膽愛 基情四射情人節（上） 大膽愛 基情四射情人節（下） | 利晴天 |

## MV演出
| 年份 | 歌曲                 |
| 2014 | Popu Lady《多多》    |
| 2015 | 江志豐《簡單的情歌》 |
| 2016 | 高偉勛《我要忘記妳》 |

## 廣告代言
| 年份 | 廣告代言             |
| 2012 | 樂事薯片             |
| 2013 | 萬歲牌巧克力臻果     |
| 2015 | 三菱汽車（休止符篇） |

## 雜誌拍攝
| 年份 | 地點 | 雜誌            |
| 2016 | 上海 | Vogue（未發行） |

### 獨家專訪
| 年份 | 報社     | 標題       |
| 2013 | 蘋果日報 | 今日我最帥 |

## 外部連結
- 陳景煬的Facebook專頁
- 陳景煬的Instagram帳戶
- 陳景煬的新浪微博